# 모하메드 디아메
모하메드 디아메(프랑스어: Mohamed Diamé, 1987년 6월 14일 ~ )는 모모 디아메(프랑스어: Momo Diamé)라고도 알려져 있으며, 미드필더로 활약하는 세네갈의 프로 축구 선수이다.
프랑스에서 태어났지만, 디아메는 세네갈 국가대표팀으로 합류해 31경기에 출전한 후 2017년에 국가대표에서 은퇴했다.

## 구단 경력

### 위건 애슬레틱
2009년 8월 22일, 디아메는 위건 애슬레틱에 합류하여 3년 계약을 체결했다. 심장 문제가 발견된 후 이적은 일시적으로 보류되었다. 디아메는 이적 당일 맨체스터 유나이티드와의 경기에서 5-0으로 패배하며 데뷔 전을 치렀다. 그는 2010년 2월 6일, 선덜랜드와의 경기에서 위건의 첫 골을 기록했다. 2011-12년 시즌이 끝날 무렵, 그는 계약 연장 제안을 거절한 후 위건을 떠났다.

### 웨스트햄 유나이티드
2012년 6월 20일, 디아메는 웨스트햄 유나이티드에 합류하여 3년 계약을 체결했다. 디아메는 2012년 8월 18일, 애스턴 빌라와의 경기에서 1-0으로 승리하며 웨스트햄에서 데뷔했다. 그는 2012년 10월 6일, 아스널과의 경기에서 3-1로 패한 경기에서 웨스트햄 유나이티드 소속으로 첫 골을 넣었다. 그의 두 번째 골은 2012년 12월 1일, 첼시와의 경기에서 3-1로 승리한 경기에서 기록되었다. 2012년 12월 9일, 디아메는 리버풀과의 경기에서 부상을 당해 처음에는 최대 3개월 동안 결장할 수 있을 것으로 예상되었다. 2013년 1월, 여러 클럽이 디아메와 계약하는 데 관심이 있다는 보도가 나온 후 디아메는 웨스트햄에 남고 싶다고 밝혔다. 디아메는 이적 시장에서 클럽을 떠나지 않았고, 감독 샘 앨러다이스는 이 결정이 중요하다고 말했다.

### 헐 시티
2014년 9월 1일, 디아메는 헐 시티에 합류하여 3년 계약을 체결했다.  2주 후, 그는 KC 스타디움에서 데뷔 전을 치렀고, 전 소속팀인 웨스트햄을 상대로 2-2 무승부를 기록했다.
2016년 5월 28일, 디아메는 셰필드 웬즈데이와의 챔피언십 플레이오프 결승전에서 득점하며 1-0 승리를 거두었고, 헐은 2014-15년 시즌 강등 후 곧바로 프리미어리그로 복귀했다.

### 뉴캐슬 유나이티드
2016년 8월 3일, 디아메는 뉴캐슬 유나이티드에 합류하여 3년 계약을 체결했다. 디아메는 2016년 10월 25일, 프레스턴 노스 엔드와의 EFL컵 경기에서 두 골을 넣으며 뉴캐슬에서 첫 골을 기록했다.
2017년 10월, 그는 팀 동료인 자말 러셀스와 훈련장에서 싸웠다. 두 선수는 나중에 사과하고 1군 팀 전체와 스태프를 데리고 점심 식사를 하자고 제안했다.
그는 2018-19년 시즌이 끝난 후 계약 만료와 함께 뉴캐슬에서 방출되었다.

### 알아흘리
2019년 7월 11일, 디아메는 카타르 클럽 알아흘리와 2년 계약을 체결했다.

## 국가대표팀 경력
2011년 3월 22일, 디아메는 세네갈 국가대표팀에 소집되었으며, 그의 아버지가 다카르에서 태어났기 때문에 출전 자격을 얻었다. 디아메는 그 달 말에 국제 무대에 데뷔했다.
2012년 7월, 디아메는 2012년 하계 올림픽에서 세네갈 국가대표팀의 세 명의 성인 선수 중 한 명으로 발표되었다. 그는 2016년 3월 26일, 2017년 아프리카 네이션스컵 예선 경기에서 니제르를 상대로 2-0 승리를 거두며 세네갈 국가대표팀에서 첫 국제 골을 기록했다.
그는 2017년 3월에 국가대표로 은퇴했다.

## 수상
헐 시티
- EFL 챔피언십 플레이오프 : 2016[32]

뉴캐슬 유나이티드
- EFL 챔피언십 : 2016-17[33]